# Молдова во Второй мировой войне
Молдавская Советская Социалистическая Республика вступила во Вторую мировую войну вместе со всем Советским Союзом (частью которого являлась с конца июня 1940 г.) 22 июня 1941 года (начало Великой Отечественной войны). Основной удар пришёлся по ней со стороны Румынии, которая при поддержке нацистской Германии заняла Бессарабию и междуречье Южного Буга и Днестра. Оккупированные румынами территории вошли в состав Великой Румынии, и вернулись под контроль Советского Союза только в 1944 году в ходе Ясско-Кишинёвской операции.

## Предыстория

### Решение «бессарабского вопроса»
В конце 30-х годов XX века политическая ситуация в Европе обострилась. Создание нацистской Германии, аншлюс Австрии, ввод германских войск в Чехию, установление прогерманских режимов в ряде стран Центральной Европы и неэффективность политики «умиротворения» Лиги Наций привело к тому, что в Европе сложилась предвоенная обстановка. Подобная ситуация складывалась и на Дальнем Востоке — Японская империя заняла Маньчжурию и Корею, образовав на этих территориях марионеточные государства Маньчжоу-Го и Мэнцзян.
В таких условиях 23 августа 1939 года между СССР и гитлеровской Германией был подписан Договор о ненападении («Пакт Молотова — Риббентропа»), фактически определивший «сферы влияния» сторон в Восточной Европе. Советский Союз имел территориальные претензии к Румынии, которая в 1918 году присоединила к себе Бессарабию. Сформировавшийся позже Советский Союз считал Бессарабию своей территорией, так как до распада Российской империи в ней располагалась Бессарабская губерния, а на требования советской стороны провести в регионе плебисцит румынские власти ответили отказом. На протяжении 22 лет СССР безуспешно оспаривал у Румынии принадлежность региона дипломатическим путём. В 1924 году в составе Советского Союза была сформирована Молдавская Автономная Советская Социалистическая Республика — «плацдарм» для создания Молдавской республики в составе Советского Союза.

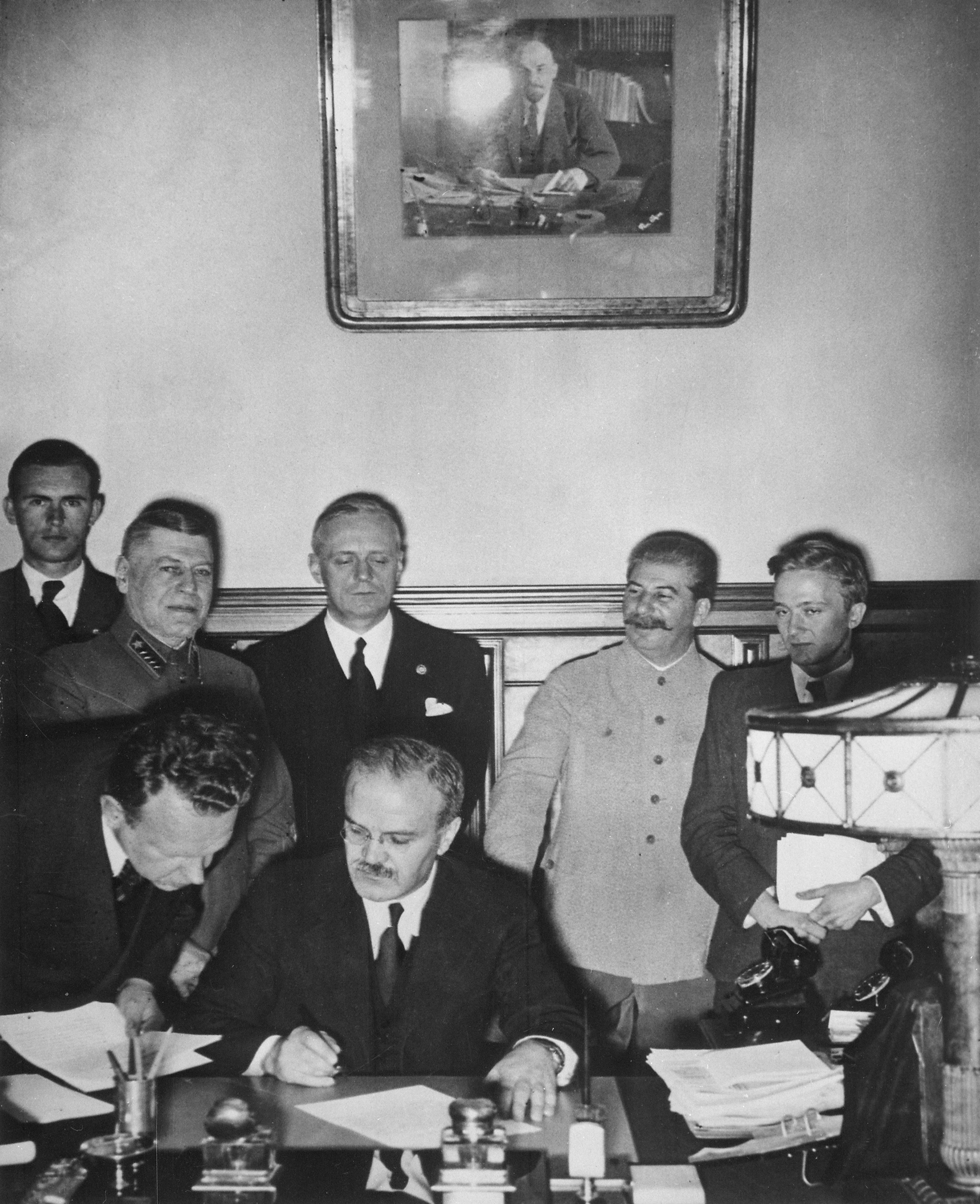
Подписание договора между Германией и СССР

Подписание в 1939 году пакта Молотова — Риббентропа и военные поражения весной-летом 1940 Франции и Великобритании — стратегических союзников Румынии — лишило последнюю поддержки извне.
В мае 1940 года на советско-румынской границе ситуация обострилась. Произошла череда пограничных инцидентов с применением оружия. В Советском Союзе начались приготовления к вторжению на румынскую территорию. В июне того же года начали разрабатываться военные карты румынской пограничной территории, проводиться учения. К границе с Румынией эшелонами стягивались советские войска, 13 июня на совещании в Кремле было принято решение о формировании оперативного объединения Черноморского флота — Дунайской флотилии (учитывая то, что в тот момент дельта Дуная находилась вдалеке от советских границ). Через два дня весь Черноморский флот был приведён в боевую готовность. Для проведения сухопутной операции был создан Южный фронт под командованием Георгия Константиновича Жукова. Румыния, осознававшая, что СССР готовится к вторжению в Бессарабию, обращалась за политической помощью к Германии. В свою очередь германское правительство или игнорировало просьбы румынских дипломатов, или отвечало, что румынам опасаться нечего.
26 июня в 22:00 Молотов передал румынскому послу в Москве Георге Давидеску ноту, в которой Советский Союз в ультимативном порядке требовал вывести румынские войска и администрацию с территории Бессарабии и северной части Буковины в течение двух дней.
27 июня ситуация вокруг Бессарабии накалилась до предела. В Румынии была объявлена всеобщая мобилизация. Советские войска были готовы в любой момент пересечь границу и начать военные действия. Поздним вечером того же дня румынское правительство приняло решение добровольно отдать Бессарабию Советскому Союзу. Утром 28 июня румынские войска начали отход со всей территории Бессарабии, а в полдень советские войска пересекли границу и приступили к занятию региона. 3 июля операция была завершена, и Бессарабия стала частью СССР. 2 августа 1940 года была сформирована Молдавская Советская Социалистическая Республика. В её состав вошла бо́льшая часть МАССР и две трети Бессарабии. Южная часть Бессарабии (Буджак) и остальная территория бывшей МАССР отошли к Украинской Советской Социалистической Республике.

### Сближение Румынии со странами Оси и Великая Румыния

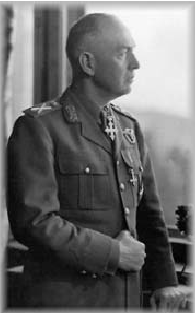
Ион Антонеску

Одновременно происходило сближение Румынии с нацистской Германией. Одной из причин сближения румынского правительства с Гитлером являлась возможная агрессия СССР. Весной 1940 года Румыния часто обращалась за помощью к Германии. В Румынии в Плоешти находилось единственное разведанное к 1940 году месторождение нефти, которое было передано немцам в обмен на политическую защиту. В свою очередь из Германии в Румынию по принципу «нефть за оружие» поставлялось трофейное польское оружие, что способствовало милитаризации страны.
Кароль II стал непопулярным королём после значительных территориальных уступок СССР, Венгрии и Болгарии. Этим воспользовалась оппозиция, представленная фашистской организацией «Железная гвардия» и Ионом Антонеску. В ходе политического спора под давлением правящих кругов 5 сентября 1940 года Кароль вынужден был отречься от престола в пользу своего девятнадцатилетнего сына Михая I. При короле Михае I было сформировано новое правительство, возглавляемое Антонеску. В состав правительства вошли члены «Железной гвардии». Фактически, Михай стал марионеточным королём, подчинённым фашистскому правительству.
Осенью того же года новое правительство начало сближаться со странами Оси. 23 ноября Румыния присоединилась к Берлинскому пакту. Велись переговоры с фашистской Италией и нацистской Германией. Румыния была провозглашена «национал-легионерским государством».
«Железная гвардия», придя к власти, вела политику террора. Уничтожались политические и идеологические противники существующего режима, и вскоре террор стал общенациональным. Антонеску не одобрял такую политику и попытался распустить правительство, в стране начался политический кризис. В начале 1941 года «Железная гвардия» подняла мятеж, но тот был подавлен. В итоге Антонеску стал единоличным диктатором, провозгласив себя кондукэтором (аналог фюрера) Румынии. В своей внешней политике Антонеску стремился быть солидарным с Гитлером.
Нацистской Германии Бессарабия была неинтересна, и Румыния могла включить её в свой состав. Вынашиваемые в Бухаресте планы по расширению румынских границ поддерживались Берлином. Накануне Второй мировой войны в Румынии начали появляться исторические труды, согласно которым «Транснистрия» — историческая румынская территория, а её население — обрусевшие румыны. Планировалось провести новую румынскую границу по Южному Бугу, но иногда высказывались предложения установить её по Днепру или ещё восточнее. Уже в ходе Великой Отечественной войны доходило до абсурда — так, газета «Курентул» писала, что новую румынскую границу нужно провести по Уралу и таким образом обеспечить создание «Румынской империи до ворот Азии».

## Великая Отечественная война

### Вступление войск Оси на территорию Молдавской ССР

#### Начало войны

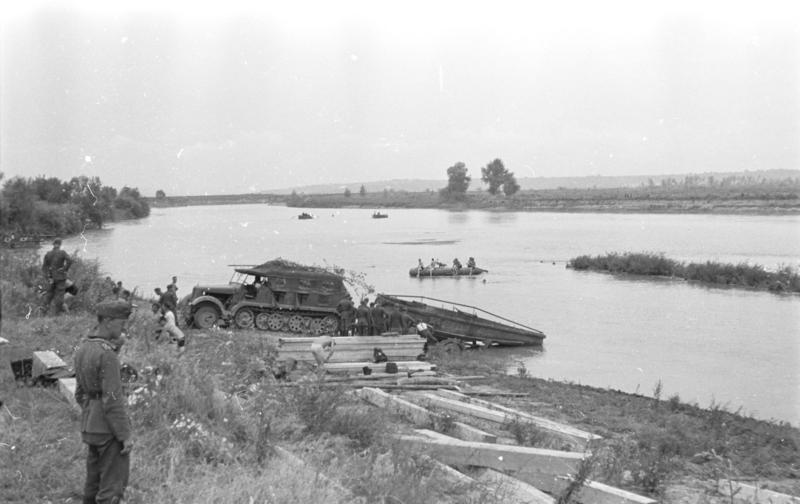
Германские войска на советско-румынской границе 1 июля 1941 года

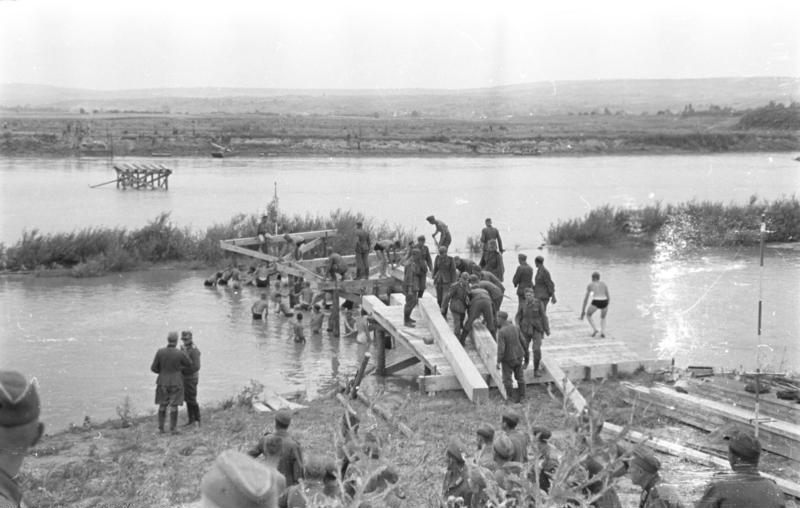
Румынская и германская пехота сооружают переправы через Прут

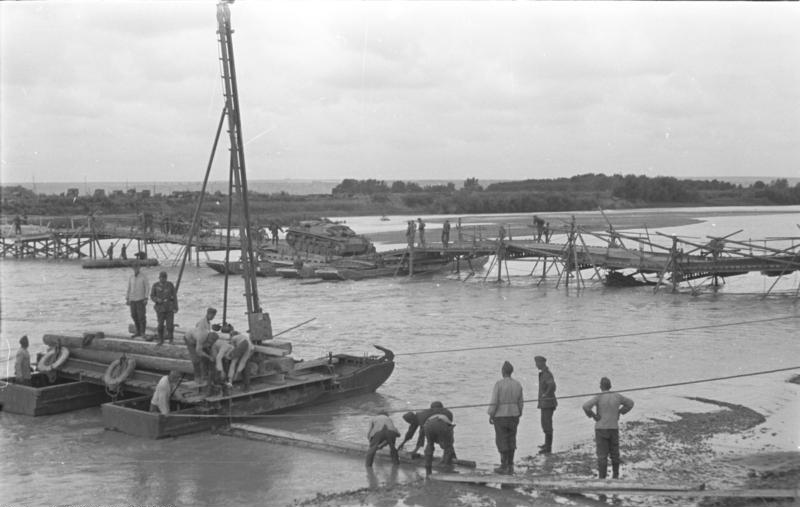
Переправа через реку Прут по понтонному мосту германской бронетехники (на заднем плане)

22 июня нацистская Германия атаковала СССР, начались бои на западных границах Советского Союза.
Началась Оборонительная операция в Молдове. Одновременно румынское руководство, не заключив с Германией никаких договоров о совместных военных действиях, приказало своим войскам форсировать реку Прут близ Куконештий Векь, Скуляны, Леушен, Чоры и в направлении Кахула, а также Днестр у Картал. 22 июня 5 советских дивизий были подняты по тревоге и заняли позиции на границе. Атакующие были отброшены советскими войсками на исходные позиции. Румынская авиация начала совершать налёты на территорию Молдавской ССР. Первые авиаудары были нанесены по Бельцам, Болграду и Кишинёву. Бомбардировке подверглись также Кагул, переправы через Днестр и ряд железнодорожных станций. Наступление в Бессарабии проводилось 11-й немецкой, 3-й румынской и 4-й румынской армиями общей численностью более 600 000 человек. Им противостояли 9-я и 18-я советские армии.
27 июня румыно-германские войска по-прежнему пытались пересечь государственную границу СССР вдоль Прута, но все их попытки пресекались. Советские армии заняли оборону вдоль реки, не давая противнику её форсировать. Немецко-румынские войска потеряли в боях на границе 8000 человек убитыми. За проявленные мужество и храбрость в боях на территории МССР пограничникам И. Д. Бузыцкову, К. Ф. Ветчинкину, А. К. Константинову, В. Ф. Михалькову, А. В. Рыжикову, воинам Красной Армии В. В. Анисимову, М. П. Галкину, А. Г. Карманову, Н. Л. Кудрявцеву, Курбан Дурды, А. В. Лапшову, А. А. Морозову, Д. Р. Овчаренко было присвоено звание Героя Советского Союза. На севере Бессарабии и в прилегающей к ней Буковине ситуация складывалась в пользу Румынии, так как там её войскам удалось прорвать границу Советского Союза. В связи с этим из Молдовы на север были отведены отдельные части для обороны Каменец-Подольского. По приказу командования, советские солдаты в Бессарабии в свободное от боёв время укрепляли позиции. Командование Южного фронта предполагало, что румынская армия будет развивать особо активное наступление в районе Буджака, поэтому был отдан приказ усиленно оборонять советскую границу от южной части Прута до Чёрного моря вдоль Дуная.
На территории Молдавской ССР началась мобилизация военнообязанных. Были созданы Кишинёвский коммунистический истребительный полк (командир — П. А. Орлов, комиссар — Я. А. Мухин), свыше 60 городских и сельских истребительных батальонов. Также во многих городах организовывались отряды народного ополчения, которые оказывали помощь в охране военных объектов и средств связи, участвовали в строительстве оборонительных сооружений, ремонте дорог, подвозили к линии фронта боеприпасы, продовольствие и снаряжение. 27 000 жителей Молдовы приняли участие в строительстве оборонительных рубежей.

#### Отступление советских войск
Несмотря на то, что ситуация в Бессарабии в общем складывалась в пользу СССР и молдавская граница не была пересечена румынами, а на этом участке фронта у СССР было большее количество сил, чем у Румынии, 29 июня советские армии стали готовиться к отступлению из Молдавской ССР. Это нелёгкое решение было связано с быстрым наступлением немецких войск на западе Советского Союза — в Белоруссии и на Западной Украине. Создавалась опасность окружения всего Южного фронта, если быстро наступающие силы нацистской Германии выйдут к Северному Причерноморью.
Началась эвакуация людей и материальных ценностей из прифронтовой полосы. Из Молдовы в восточные регионы Советского Союза было отправлено 4076 вагонов с промышленным и сельскохозяйственным оборудованием, зерном, продовольствием и около 180 тыс. голов скота. Успели выехать 23 % промышленных рабочих и служащих с семьями, 60 % железнодорожников, 80 % врачей и большинство учителей. Многие отправились на восток пешком. 29 июня была издана директива ЦК ВКП(б) и СНК СССР об организации подполья и партизанского движения в республике, но к моменту вступления румынских войск в Молдову она не была полностью реализована.
Чтобы не нарушать порядка вывода войск и не создавать столпотворений, командование Южного фронта заранее выделило каждой части отдельную дорогу. Отвод войск начался 30 июня, 1 июля все советские войска в Молдове начали общее отступление к Днестру. Часть из них отошла к Каменец-Подольскому и Могилёв-Подольскому, так как в районах этих городов ожидались крупномасштабные бои.

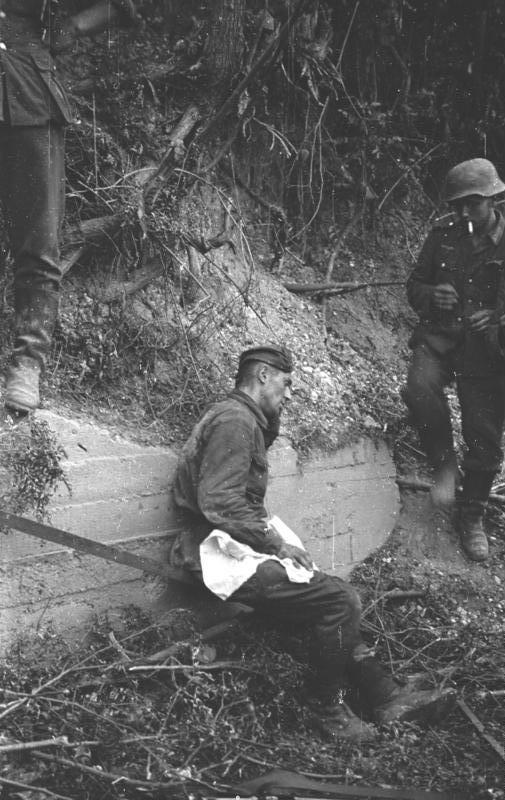
Советский солдат, захваченный немцами в плен во время сражения на Днестре

К тому моменту к румынским границам стягивалось всё большее количество германо-румынских войск. Крупная группировка была нарощена на северо-западе Румынии, что создавало серьёзную угрозу левому флангу войск Южного фронта. 3 июля румынские войска пересекли Прут, так как советские войска покинули оборонительные рубежи у реки. Германо-румынские армии вошли в Молдову, выйдя на линию Стольничены↔Заиканы↔Чучуля↔Кулугар-Соч↔Бушила, что создавало угрозу Бельцам. В остальных местах линия фронта оставалась без изменений. Для подавления артиллерии противника на левом берегу реки Прут, уничтожения его переправ через эту же реку и восстановления фронта по прежней линии (вдоль Прута) командование Южного фронта приняло решение дать бой. Румынскую артиллерию должна была подавить авиация 9-й армии. 7 июля румынские войска форсировали Прут у населённых пунктов Лопатник и Чоры. Войска Румынии развернули активное наступление на Сороки, Штефанешты, Скуляны и Бельцы.
Тем временем в Аккерманской области тоже развернулось наступление румынских сил, и советские войска начали отступление к Днестровскому лиману. Перед ними была поставлена новая задача: обеспечить оборону Одессы. 9-я советская армия в центре Бессарабии, находившаяся южнее Бельц, вела манёвренную оборону. Это позволяло сразу сдерживать войска противника, наступавшие с Дунайской дельты на юге и с Прута на западе. 9-я армия отступила к Тирасполю и Рыбнице. Там находились укрепрайоны, которые позволяли удержать переправы через Днестр. 11 июля все советские войска отошли к Днестру, заняв оборону с целью не допустить прорыва фронта и форсирования реки противниками. Если бы это произошло, то в Бессарабии оказалась бы окружённой значительная часть войск Южного фронта. 18-я армия должна была отойти на северо-восток к Могилёв-Подольскому. 8 июля у села Долна 95-я Молдавская стрелковая дивизия разбила 67-й пехотный и 63-й артиллерийский полки румынской армии. 9 июля немецкие войска заняли Бельцы. 10 июля был нанесён удар по румынской части в селе Лапушна и задержано продвижение 72-й немецкой дивизии у станции Быковец. 16 июля румынские войска заняли Кишинёв. 21 июля советские войска оставили Бендеры. Незадолго до этого был взорван мост через Днестр. 23 июля румынские войска вошли в Бендеры. Всего в ходе боёв в Молдове румынская армия потеряла убитыми 31 600 человек. К 26 июля советские войска окончательно оставили территорию Молдавской ССР и оборонительная операция в Молдове завершилась.

### Молдова под румынской администрацией

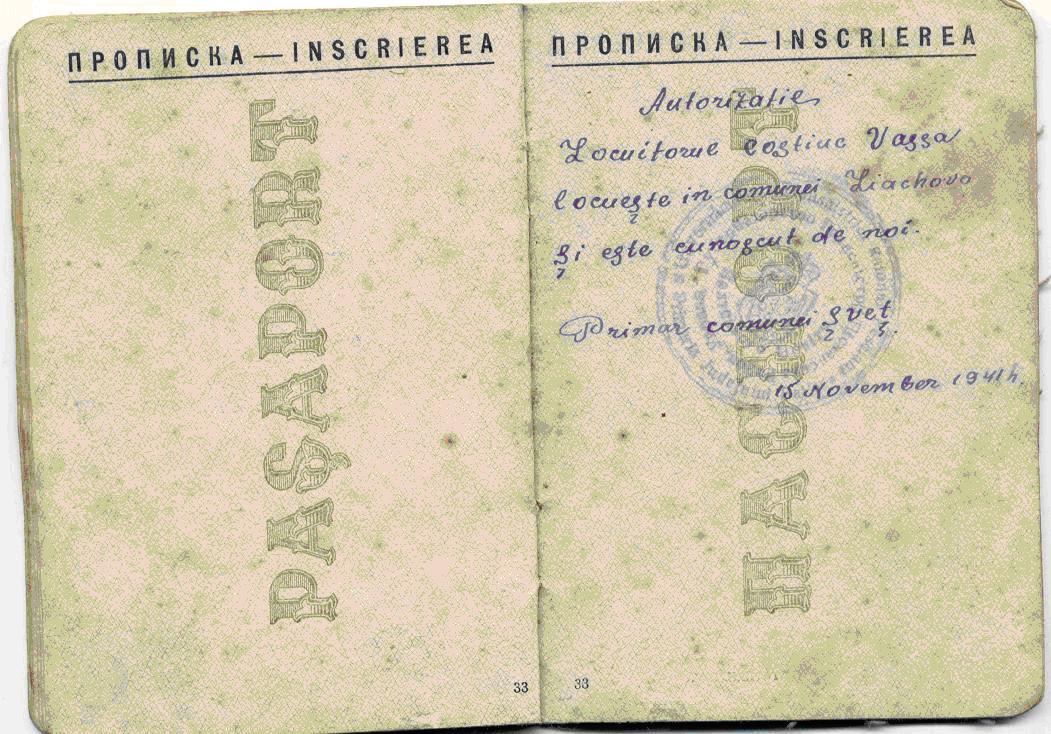
Штамп румынской администрации в советском молдавском паспорте, засвидетельствующий факт проживания его владелицы в данном селении местным головой управы

#### Административно-территориальное деление
Оккупированные румынскими войсками территории СССР в войне — Северная Буковина, Бессарабия, Буджак и междуречье Южного Буга и Днестра — вошли в состав Великой Румынии. Территория была поделена на жудецы (уезды). В состав Великой Румынии вошли территории, отошедшие в 1940 году к СССР — Бессарабия и Северная Буковина, ставшая Бессарабским губернаторством со столицей в Кишинёве. Граница Транснистрии, которая раньше не входила в состав Румынии, проходила по реке Днестр на западе и по Южному Бугу на востоке. На юге образование омывалось Чёрным морем. На севере граница шла по рекам Лядова и Ров. Столицей Транснистрии сначала был Тирасполь, позже — Одесса.

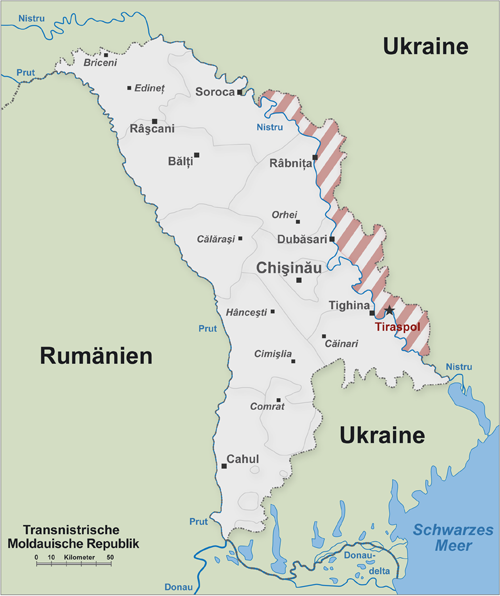
Карта Транснистрии

В Молдове и на Буковине возникли такие жудецы, как Аккерманский (центр в Четатя-Албэ, современный Белгород-Днестровский), Бельцкий (центр в Бельцах), Кагульский (центр — Кагул), Оргеевский (центр — Оргеев), Хотинский (центр — Хотин), Сорокский (центр —Сороки), Измаильский (центр — Измаил), Сторожинец (центр в одноимённом городе), Тигина (центр — Бендеры), Лапушна (центр в Кишинёве) и Черновецкий (центр — Черновцы).
Транснистрия также делилась на жудецы. Это были Могилёвский жудец (центр — Могилёв-Подольский), жудец Жугастру (центр в Жугастру (Ямполе)), Тульчинский (центр — Тульчин), Рыбницкий (центр — Рыбница), Балтский (центр — Балта), Дубоссарский (центр — Дубоссары), Ананьевский (центр — Ананьев), Голтский (центр — Голта), Тираспольский (центр — Тирасполь), Овидиопольский (центр — Овидиополь), Одесский (центр — Одесса), Березовский (центр — Березовка), Очаковский (центр — Очаков). Каждый жудец делился на более мелкие административно-территориальные единицы — пласы. Во главе каждого жудеца стоял префект. В его подчинении были все службы данного уезда, включая некоторые силовые структуры и жандармерию. Помощником и заместителем префекта был субпрефект. Ниже префекта стоял претор (его замещал прим-претор), который возглавлял пласу (или претуру). В его обязанности входило руководство полицией пласы, контроль за исполнением указов, опека местных коммун. Нижние чины занимали примары, которые возглавляли местные примарии каждого населённого пункта. Если примар нарушал какие-либо правила, то претор мог пересмотреть его решение. Такая система управления на данной территории была временной.

#### Социально-экономическая политика

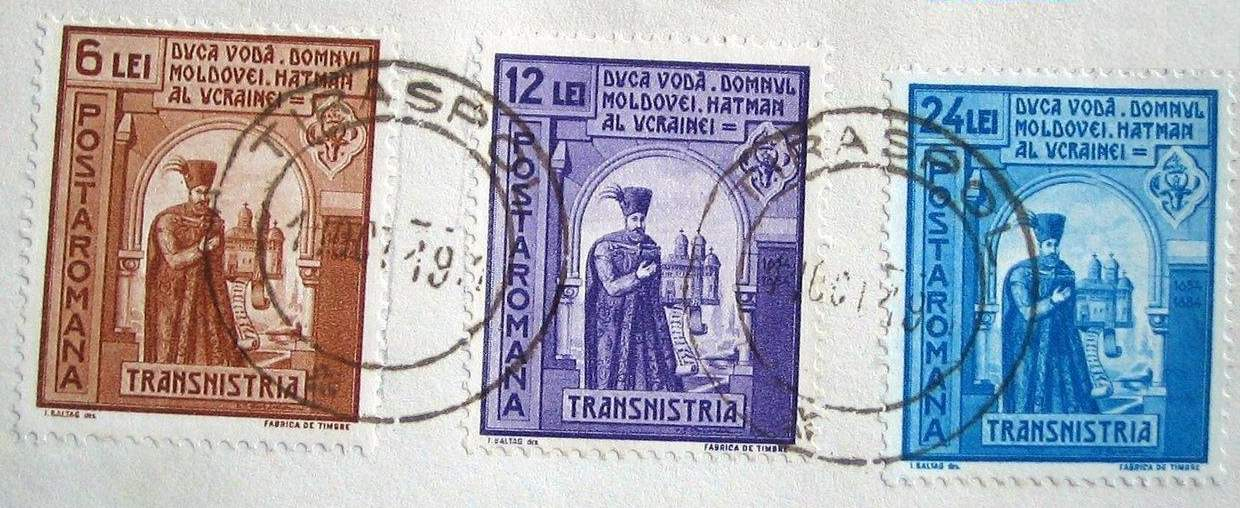
Румынские почтовые марки, введённые в Транснистрии и Бессарабском губернаторстве

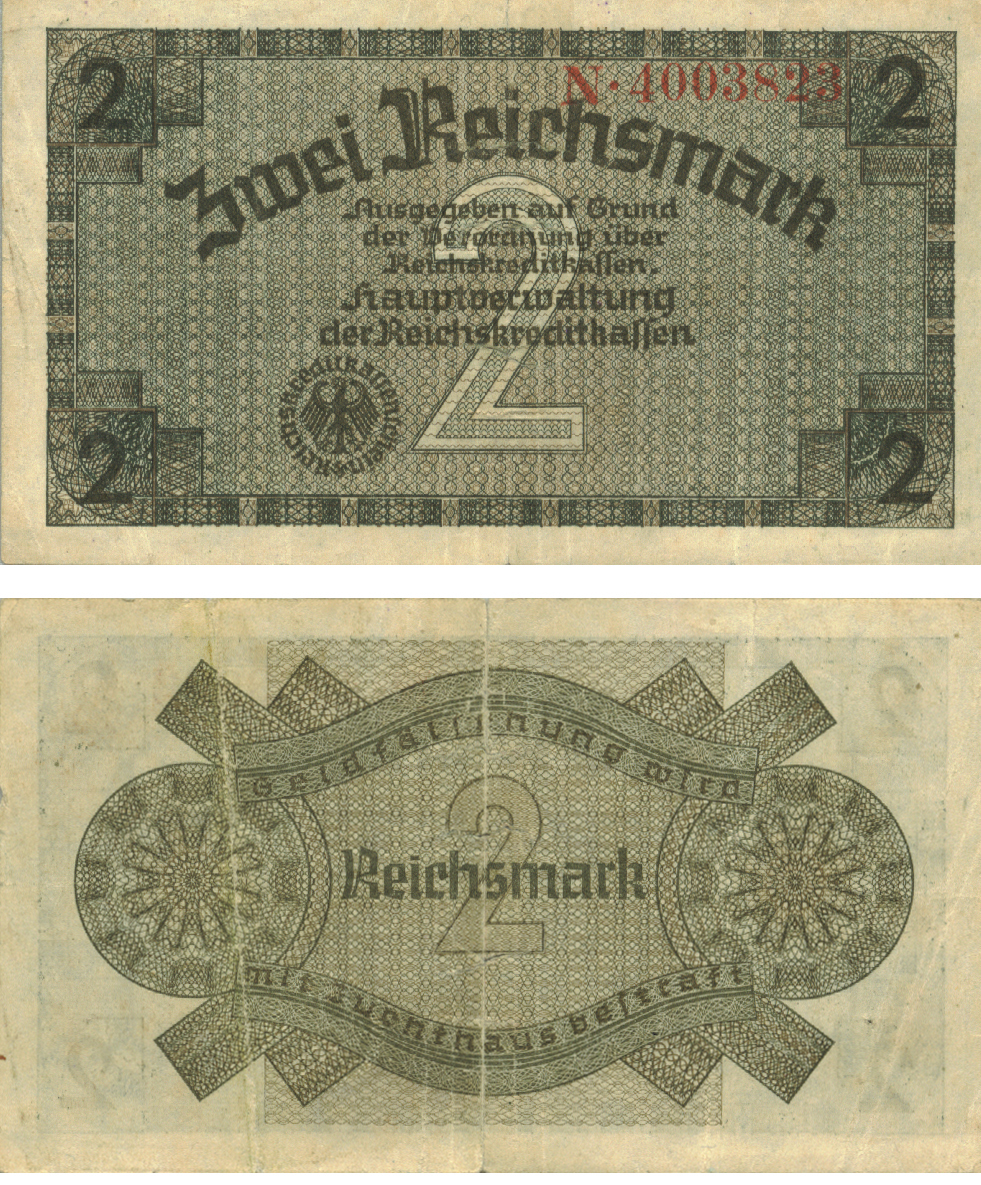
Оккупационная рейхсмарка

Губернаторства Бессарабия и Буковина были отданы Румынии по обоюдному соглашению с нацистской Германии. Румынское правительство пользовалось регионами как источниками сырья. Все местные торговые и промышленные предприятия передавались в пользование румынским предпринимателям или кооперативам. Несмотря на это, румынские власти оказались не готовыми к проведению серьёзных изменений в экономике Бессарабского губернаторства, Буковинского губернаторства и Транснистрии. В первую очередь это касалось денег. В ходе изъятия советских рублей сложилась неразбериха, так как румыны не знали, какую валюту следует ввести в этих регионах. Немцы предложили ввести оккупационные рейхсмарки, используемые ими во всех оккупированных регионах. В свою очередь румыны, не завершив изъятия советских рублей, ввели в Бессарабии и Транснистрии румынские леи. Отношение валют было установлено 1 оккупационная рейхсмарка = 60 румынских леев = 10 советских рублей. Румыны считали недостойным то, что на территории Великой Румынии ходят иностранные деньги.
В сентябре 1941 года начался массовый обмен советских рублей на оккупационные марки. Был совершён обмен стоимостью более 10 000 марок, но Антонеску отдал приказ о прекращении обмена денег. После краткосрочных переговоров румын с немцами было принято решение оставить в качестве единственной официальной валюты в регионах оккупационную рейхсмарку. Румынский лей в Транснистрии был полностью запрещён, а его завоз из Румынии был наказуем. Несмотря на это, леи ввозились контрабандой и продавались на теневом рынке. В 1942 году Румыния вновь предприняла попытку сблизиться с Транснистрией, отменив запрет на ввоз леев в регион. Это привело к разногласиям с нацистской Германией, и к концу того же года торговля леями была вновь запрещена.
В конце 1943 года курс оккупационной марки упал до 10—12 леев за 1 марку. Начались спекуляции на рынке, курс денег во многом стал зависеть от ситуации на фронте. Цены реагировали на наступление советских войск ростом. Ситуация усугублялась тем, что в оккупированные румынами регионы преимущественно завозились товары роскоши — парфюмерия, костюмы и т. д., но катастрофически не хватало товаров первой необходимости. Официально хлеб стоил 12 пфеннигов за 1 килограмм, но его цена на свободном рынке достигала 3 марок (1 марка = 100 пфеннигов). В марте 1944 года, когда советские войска форсировали Южный Буг, цены резко возросли, а поставки товаров в Транснистрию и Бессарабию вообще прекратились. На рынке вновь начали хождение советские рубли.
Оккупанты заставляли горожан работать бесплатно на восстановлении дороги, водонапорной башни, строительстве на железной дороге «треугольника» для разворота паровозов. С самого утра обходили дома с плёткой и гнали: «хай ла балык». Поскольку отец был немощным и больным, я прошёл все эти адские муки. При восстановлении водонапорной башни каждому работнику, как горб, привешивали 10—12 кирпичей, и мы по цепочке сносили их друг за другом вниз. […] Шла зима 1942 года. Мы в чистом поле ломом долбили мёрзлую землю для того, чтобы укладывать рельсы и шпалы.
На оккупированных территориях местные румынские власти не ликвидировали колхозы и совхозы. Напротив, правительство Румынии покровительствовало им, а в марте 1942 года преобразовало в «трудовые общины». Каждая такая община состояла из 20-30 семей и имела в распоряжении от 200 до 400 га земли. Также часть населения Молдовы в качестве остарбайтеров была вывезена из Бессарабии в нацистскую Германию. Всего в Германию было увезено 47 247 человек. В самой Молдове также население сгонялось оккупационными властями на принудительные работы без оплаты.
Декретом-законом № 521 от 17 августа 1943 года были узаконены телесные наказания рабочих Бессарабии. За время оккупации пыткам был подвергнут каждый десятый житель Молдовы, или 207 000 человек, из которых 22 700 скончались. Румынские власти обложили бессарабских крестьян почти 40 видами налогов. На пропитание разрешалось оставлять по 80 кг зерна на взрослого и 40 кг на ребёнка в год. Скот был блокирован для нужд румынской армии. Для рабочих и их семей была введена карточная система покупки хлеба. Они получали 150—200 г хлеба на человека. Недоступность медицинской помощи привела к распространению в Молдове сыпного тифа, туберкулёза, пеллагры и дизентерии. Уровень смертности возрос в 3—4 раза по сравнению с довоенным. От голода и болезней за первые два года румынской власти в Молдове погибло около 200 000 человек.

#### Культурная политика
Против нерумынского населения региона проводились репрессии, в том числе культурные. Румынское правительство распорядилось изъять в Бессарабии и Транснистрии все печатные издания на русском языке. Из библиотек Кишинёва было изъято 1 200 000 книг, в том числе на европейских иностранных языках и книг, изданных до Октябрьской революции. Книги сжигались на месте или вывозились за Прут, в Румынию. В Тирасполе было сожжено 250 000 томов, в Бельцком уезде — 15 вагонов. Кроме этого, правительство требовало у местного населения сдать граммофонные пластинки с песнями на иностранных языках. В список обязательных для изъятия входили пластинки с песнями из фильмов «Цирк», «Весёлые ребята» и «Дети капитана Гранта».
До конца тридцатых годов в городе можно было говорить по-русски. Во время войны — всё только по-румынски. В 1942-м году в парке напротив нынешнего кинотеатра им. Горького устроили облаву: агенты в штатском ходили по парку и прислушивались — кто на каком языке говорит. Тех, кто говорил по-русски, забирали в полицию и заставляли платить крупный штраф.
Несмотря на это, в Транснистрии по прежнему выходили периодические печатные издания на русском и украинском языках. Это было связано с демографической ситуацией в регионе и малым количеством населения, владеющего румынским языком. В школах Бессарабии и Транснистрии также шло обучение на русском и украинском, но правительство страны планировало постепенно перейти на румынский язык обучения. Для этого в каждый нерумынский класс дополнительно назначался один учитель-молдаванин, который обучал детей румынскому языку.
В столице Бессарабского губернаторства — Кишинёве — было строго запрещено говорить на русском языке, в том числе и в быту. Однако, данный запрет часто нарушался. Среди его нарушителей встречались также настроенные антикоммунистически члены губернского правительства. Уже через полгода в 1942 году губернатор Кишинёва сообщал, что «мало-помалу возобновилась старая система исключения румынского языка из обращения государственными служащими — уроженцами Бессарабии, использование русского языка вновь становится обычаем… В залах и кабинетах учреждений постоянно слышится русская речь… На улицах, в магазинах, общественных местах русский язык преобладает. Что особенно прискорбно, установлены случаи, когда священники уступают настояниям верующих и проводят службы на русском языке». Для пресечения этого 22 июня 1942 года был введён более жёсткий закон «о разговорах в общественном месте на языках врага». Теперь за нарушение полагался штраф в 100 000 леев и три года тюрьмы.
Наравне с языковой политикой проводилась культурная. Несмотря на жёсткие законы, русскую общину поддержали молдаване, украинцы и болгары. Формировались подпольные культурные общества, которые преследовались полицией. Румынизация коснулась и имён собственных. Так, по новым правилам вместо русских, украинских и других имён должны были употребляться их румынские эквиваленты: Иван — Ион, Дмитрий — Думитру, Михаил — Михай.
Вообще жандармам лучше было не попадаться. Если они поймают кого-нибудь после наступления комендантского часа или заметят, что в окне нарушена светомаскировка, — отведут в полицию и будут бить до потери сознания. Поэтому молодёжь если и собиралась, то как-нибудь потихоньку.
После начала контрнаступления советских войск в 1943 году, в Бессарабии началось массовое неподчинение законам об употреблении языков. В связи с этим участились репрессии. В уезде Тигина был введён закон, согласно которому все нарушившие запрет на использование нерумынских языков, должны были пешком идти в губернский суд в Кишинёве. К концу года накануне форсирования советскими войсками Южного Буга началось массовое партизанское движение, а румынской администрации становилось всё тяжелее управлять территориями Бессарабии, Буковины и Транснистрии. В августе 1944 года Бессарабия вновь вошла в состав СССР.

#### Партизанское движение и пропаганда
Дорогие братья и сёстры молдаване, томящиеся в румыно-германском плену!

Дорогие товарищи партизаны и партизанки земли нашей молдавской!

Вот уже 20 месяцев не стихает стон наших братьев, сестёр, порабощённых немецко-румынскими захватчиками. Но недолго осталось лютовать подлым врагам в наших городах и сёлах. Час жестокой расплаты близок. Дело немцев и их румынских сообщников безнадёжно проиграно.

Красная Армия ведёт успешное наступление. […]

Весь молдавский народ радуется победам Красной Армии. Близится час полного изгнания немецко-румынских оккупантов со всей захваченной ими советской территории. Но чтобы ускорить разгром гитлеровских полчищ и освободить захваченные ими земли — святой долг каждого из нас всемерно помогать Красной Армии в её героической борьбе.
Согласно изданной 29 июня 1941 года директиве ЦК ВКП(б) и СНК СССР в 6 левобережных районах Молдовы был учреждён состав тринадцати подпольных партийных организаций и 8 партизанских отрядов, а в правобережных районах — 139 партизанских отрядов и нескольких подпольных организаций. Однако из-за быстрого продвижения войск противника полностью организовать деятельность подполья и подготовить его к длительной борьбе в тылу врага не удалось. Когда германо-румынские войска вошли на территорию Бессарабии, они столкнулись с меньшими проблемами, чем те же войска, но на других территориях СССР. Это объяснялось тем, что Бессарабия и Северная Буковина вошли в состав Советского Союза всего год назад, поэтому часть местного населения была настроена к румынам не так радикально, как в остальных частях страны.
Та часть населения, которая была настроена просоветски, формировала движение Сопротивления или помогала партизанам. На территории Молдавской ССР, оккупированной румынско-германскими войсками, с 1941 по 1944 год действовало приблизительно 3500 партизан, объединённые в 80 подпольных организаций. В основном они занимались диверсионно-разведывательными действиями и вели политработу. С Украины в Молдову и Аккерманскую область тайно перебрасывались отряды партизан, которые, по мнению советского командования, были наиболее опытные. Таким способом в Бессарабии возникло ещё 48 отрядов численностью 400 человек.
Рабочие, крестьяне, а также подпольные организации и партизаны активно использовали саботаж и диверсии. 6 октября 1941 года было устроено столкновение поездов на станции Сипотены, 27 февраля 1942 года в Бендерах был сожжён вагон смазочных масел, а на следующий день — склад горючего. Осенью 1941 года были проведены диверсии в унгенских железнодорожных мастерских и на электростанциях в Сороках и Бельцах. В 1943 году были сожжены работавшие на снабжение румынской армии маслозавод в Атаках, коптильный завод в Кишинёве, в Бельцах и Рыбнице был сорван пуск сахарных заводов. Подпольщики постоянно организовывали крушения поездов на железной дороге.
В Бендерах действовало 14 подпольных антифашистских групп, в каждую из которых входило от 8 до 20 человек. Их возглавляли М. М. Чернолуцкий, Д. А. Иванченко, И. Д. Литвинов, А. И. Неутов, М. В. Ратушный, Н. Ф. Калашников, Н. П. Марандич и др. Они создали сеть конспиративных квартир, распространяли по городу листовки, осуществляли диверсии на железной дороге, нападения на немецких и румынских солдат, освобождали и укрывали военнопленных.
Нехватка опыта приводила к провалам партизанских групп. Так, в 1942—1943 годах было схвачено более 600 подпольщиков, большинство из которых было после пыток казнено. Более 800 заключённых погибло в Тираспольской тюрьме. В ней был создан подпольный комитет, устроивший несколько групповых побегов. 5 апреля 1944 года 270 заключённых подняли восстание и, перебив охрану, бежали.
На базе отрядов, сформированных в Лельчицком районе Гомельской области, 6 июня 1943 года было создано Первое молдавское партизанское соединение, а из отрядов, действовавших в Черниговской области, — Второе молдавское соединение. В течение 1943 года они двигались по тылам противника к границе Молдовы и провели по пути 39 крупных боёв, уничтожив большое количество живой силы и техники противника, пустили под откос 227 немецких эшелонов, взорвали 185 автомашин, танков и бронемашин. Десятки партизан были отмечены правительственными наградами. В конце 1943 — начале 1944 годов по приказу Партизанского командования в Молдову направились 4 разведывательно-диверсионные группы. Группа М. Уданова дошла до хотинских лесов, а из группы А. Я. Мухина образовался отряд «Советская Молдавия», дошедший до Каменского района.
В начале 1944 года в Бессарабию средствами авиации были переброшены группы организаторов партизанского движения. Из группы С. Д. Авентьева, приземлившейся в 18 км севернее Тирасполя, был образован отряд имени Котовского, проведший ряд удачных операций. Группы под командованием А. Строгова, А. И. Макаренко, И. Ф. Чечёткина, А. И. Лисицына, Т. Ф. Прокина, заброшенные в страшенские и оргеевские кодры, вели продолжительные и тяжёлые бои с румынскими карательными отрядами. Из групп, заброшенных в правобережные районы, образовались партизанские отряды «Журналист», им. Ф. Э. Дзержинского, им. Н. А. Щорса, им. М. В. Фрунзе. В сёлах Иванча, Пересечино, Кондрица и др. возникли местные партизанские отряды.
Кроме партизан в Молдове действовали подпольные культурные пропагандистские общества. Члены этих обществ были недовольны румынской языковой и культурной политикой. Культурные общества обычно вели пропаганду русского и украинского языков. Большинство этих организаций были ликвидированы уже в 1943 году.
На границе Молдовы и Украинской ССР, близ города Хотин, была создана подпольная организация во главе с танкистом В. Петровичем, известным также как Степан Багно. Подпольщики действовали в Хотине и соседних сёлах, в том числе молдавских. В Каменке появился партизанский отряд «Советская Молдавия» под руководством Я. А. Мухшта, который включал в себя также часть членов местной подпольной комсомольской организации. Этот отряд просуществовал до 1944 года, когда советские войска вошли в Каменку. Члены организации оказали помощь советской армии, взяв Каменку под свой контроль и обороняя её до прихода Красной Армии.
В Транснистрии в селе Крымка в декабре 1941 года возникла подпольная партизанская группа «Партизанская искра», организованная директором средней школы В. С. Моргуленко и учеником той же школы П. К. Гречаным. Организация ставила своей целью ведение пропаганды и сбор оружия и боеприпасов, которые использовались другими партизанскими группами для борьбы с германо-румынскими войсками. В феврале 1943 года «Партизанская искра» прекратила существование.

В Транснистрии действовало два крупных партизанских отряда (соединения): «Буревестник» в Савранских лесах и в Одесских катакомбах (Нерубайское).
К концу началу 1944 года почти все организации подпольщиков были ликвидированы, другие действовали не так активно, как раньше, но с началом Ясско-Кишинёвской операции партизанская деятельность возобновилась. На этот раз к партизанам примкнули члены подпольных культурных обществ и недовольные румынской национальной политикой. К марту 1944 года продолжали действовать 28 подпольных организаций численностью более 500 человек. Вооружённую борьбу вели 8 отрядов и 23 группы численностью около 900 партизан. Отряд «Советская Молдавия» помешал противнику сжечь 10 000 тонн зерна в Каменке. Отряд М. М. Струкачёва спас 14 000 тонн хлеба, 7000 лошадей и 15 000 коров в Сороках, рыбницкие подпольщики разминировали 38 вагонов с боеприпасами и бензином. Партизаны разобрали железную дорогу на станции Марандены, сорвав вывоз в Румынию оборудования бельцких предприятий. Подпольщики участвовали в свержении румынской власти в ряде молдавских населённых пунктов.

#### Церковь
В 1940-44 годах Румынская церковь стремилась распространить своё влияние на вошедшие в состав Великой Румынии территории. Так, в Транснистрию, верующее население которой никогда не подчинялось Румынской православной церкви, была направлена специальная миссия, которая действовала там до окончания войны. Румынские власти использовали влияние церкви для укрепления прорумынских и антисоветских настроений среди мирного населения Бессарабии, однако среди верующих и духовенства произошёл раскол: часть православных иерархов и руководителей религиозных сект выступала на стороне Румынии, а другая оставалась нейтральной либо «симпатизировала» СССР. Накануне Ясско-Кишинёвской операции значительная часть духовенства бежала в Румынию, многие церкви были закрыты из-за отсутствия священнослужителей.
Несмотря на то, что Румынская православная церковь стремилась закрепить своё влияние в регионе, церкви всё равно разрушались германскими войсками. Так, созванная в СССР Чрезвычайная государственная комиссия, в обязанности которой входил подсчёт ущерба от военных действий против Германии, насчитала в Молдове разрушенными и повреждёнными 66 церквей и 2 часовни.

#### Евреи и цыгане
Антонеску говорил: «я могу вернуть нам Бессарабию и Трансильванию, но я ничего не достигну, если я не очищу румынскую нацию. Не границы, а однородность и чистота расы дают силу нации: такова моя высшая цель». Он не договаривался с Гитлером о совместной ликвидации евреев по всей Европе, но всё равно вёл жёсткую политику по отношению к ним. Был разработан план ликвидации евреев по всей Румынии. Согласно ему, первыми должны быть уничтожены или депортированы евреи Бессарабии, вслед за ними, но уже через 5-10 лет, планировалось начать репрессии против евреев в центральной Румынии. Для проведения репрессий были образованы специальные отряды из немецких солдат, им помогали румынские военнослужащие.

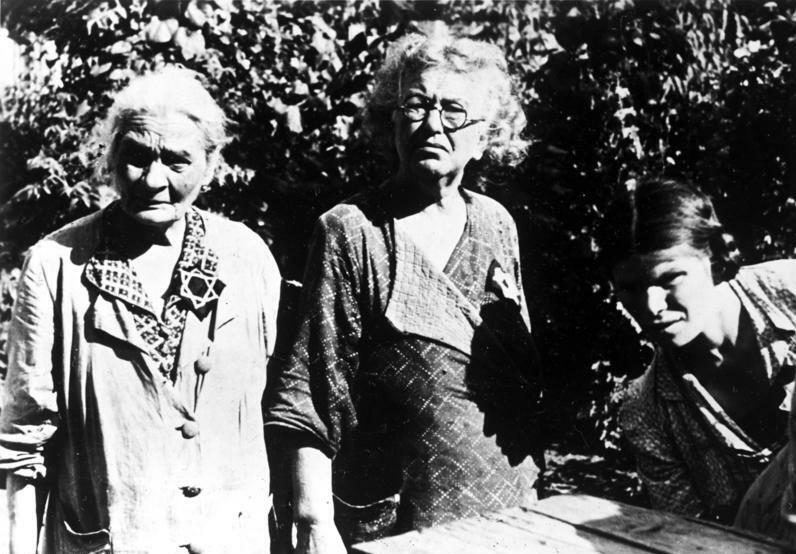
Женщины из Кишинёвского гетто

17 июля 1941 года Антонеску, в тот день находившийся в Бельцах, отдал распоряжение создать по всей Бессарабии концентрационные лагеря и гетто. В августе того же года на территории Бессарабии было создано 49 лагерей и гетто. Крупнейшими из них были лагерь в Вертюжанах — 23 000 человек, лагерь в Секуренах — 20 000 человек и лагерь в Единцах — 13 000 человек. Вместе с евреями в эти лагеря ссылались цыгане, всего 36 000 человек. Из всех этих цыган только 6100 были из Бессарабии, остальные — из присоединённых областей Украины и Румынии. Близ Тирасполя по приказу румынских властей было сосредоточено 300 000 цыган не только из Молдовы, но и с Украины и из Румынии. Там они подвергались массовой экзекуции.

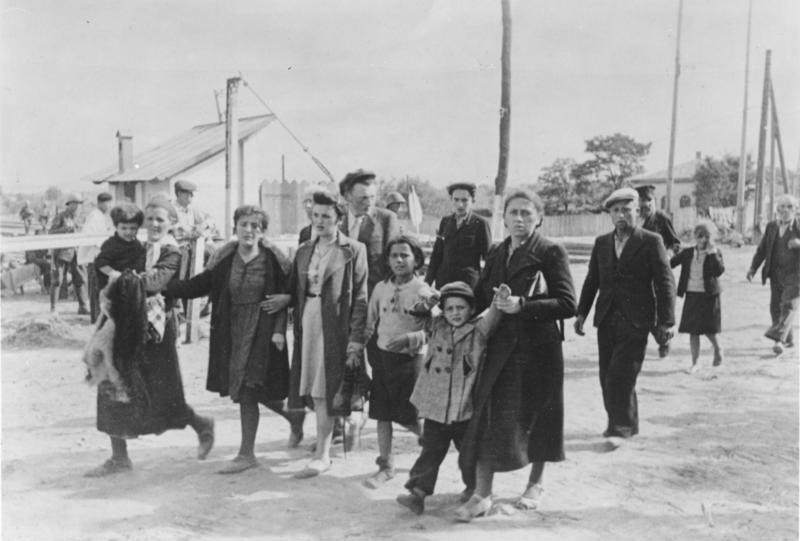
Румыны ведут евреев-партизан и членов их семей на место сбора

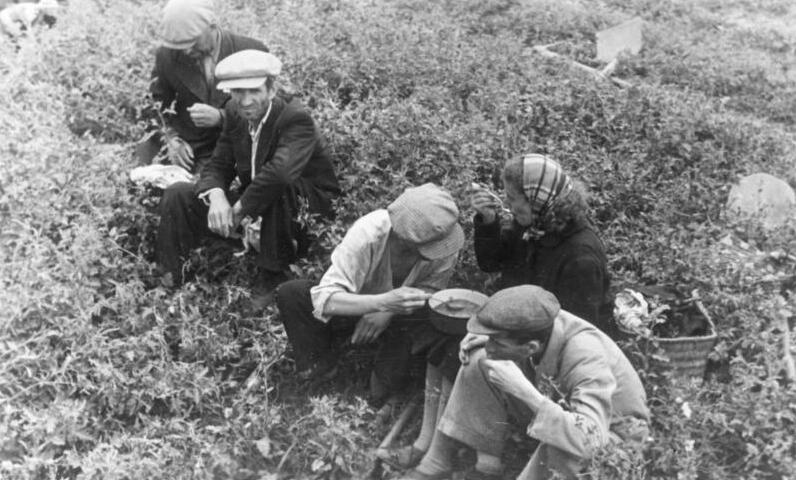
Обед в Кишинёвском гетто

В Кишинёве было образовано гетто, примыкавшее к Вистерниченам. Его границы проходили по улицам Харлампиевской, Кожухарской, Вознесенской и Павловской. В гетто могло находиться до 11 000 евреев. Румынские солдаты часть из них расстреляли в Вистерниченах, в Гидигиче, на Оргеевском шоссе. Также массовые расстрелы еврейского населения проводились по всей Молдове. В Косоуцком лесу было убито 6000 человек, в концентрационном лагере у Вертюжен погибло 7560 евреев, в Дубоссарах румыны расстреляли 12 000 человек. После образования Транснистрии румынское правительство приняло решение депортировать всех бессарабских евреев за Днестр. 7 сентября начальникам лагерей была разослана инструкция о том, как проводить депортации. Согласно ей, евреев необходимо было собирать в конвои под контролем румынских солдат и пешим ходом отправить в Заднестровье по заранее намеченным маршрутам. Через каждые 10 километров было вырыто по яме приблизительно на 100 человек каждая. Те евреи, которые не могли идти, подлежали расстрелу. Тела погибших нужно было сбрасывать в эти ямы.
9 декабря второй этап по ликвидации бессарабских евреев был завершён. Всего в Транснистрию попало 200 000 человек из Бессарабии и Буковины. После боёв за Одессу в Транснистрию отправились ещё и одесские евреи, а из-за Южного Буга в концентрационные лагеря Транснистрии попали и украинские евреи. Местные лагеря не были рассчитаны на такое количество людей, поэтому конвои постоянно совершали переходы от одного лагеря к другому. Те евреи, которые попадали в лагеря, подлежали уничтожению. В лагерях часто не было построек, пригодных для жизни, и пропитания. Так как была зима 1941—1942 годов, многие из евреев гибли от холода. Хуже всего ситуация сложилась в жудеце Голта. Там находились такие концентрационные лагеря, как Богдановка и Доманевка.

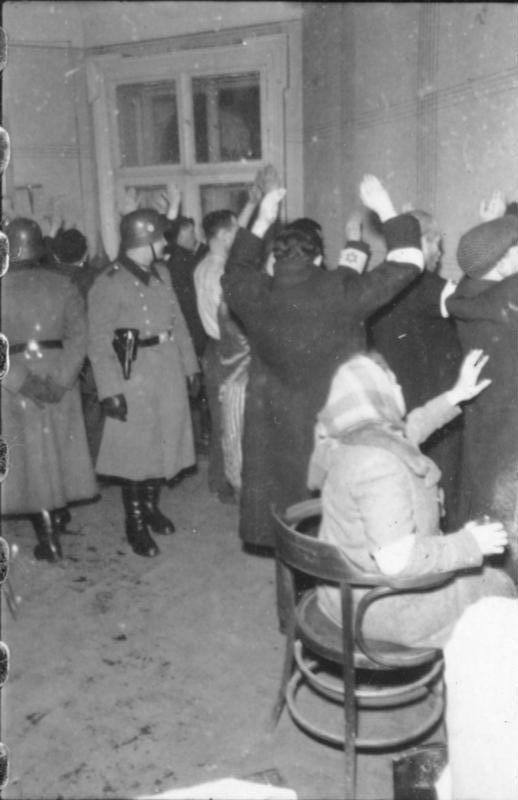
Арест румынских евреев

В Богдановку по приказу румынского руководства свозились евреи со всей Молдовы и из Одессы. Все евреи, попадавшие туда, подлежали ликвидации. Многие из них не доживали до казни, так как погибали от тридцатиградусного мороза, недоедания, тифа и прочих заболеваний. Погибших не закапывали, а складывали в пирамиды вместе с дровами и сжигали. 21 декабря 1941 года в Богдановке было заживо сожжено 5000 евреев. С этого дня и до 9 января 1942 года евреев ежедневно гнали к Южному Бугу, где массово расстреливали. Немецко-румынские войска делали перерывы на новогодние праздники, всего за несколько дней в лагере погибло 40 000 человек. В Доманевке убийства евреев начались позже, и к 18 марта все заключённые были уничтожены. Также особенно крупномасштабные казни проходили в Акмачетке и Мостовом. Все эти лагеря концентрировались в уезде Голта, за что тот получил название «королевство смерти». Гетто Транснистрии имели четкую структуру управления во главе с «президентом общины». В них существовали хорошо развитые социальные службы и кустарное производство. С начала 1942 года узники гетто Транснистрии, депортированные из Бессарабии и Буковины, стали получать регулярную финансовую и продовольственную помощь еврейской общины Румынии, а с 1943 года — и международных еврейских организаций. Это было одной из главных особенностей этих гетто, что помогло спастись многим узникам. Именно в Транснистрии уцелело около 70 % всех выживших в оккупации советских евреев. По неточным данным, зимой 1941—1942 года в Транснистрии погибло 250 000 евреев. Румынская сторона утверждает, что в концлагерях погибло 270 000 человек. Когда советские войска вступили в междуречье Южного Буга и Днестра, там осталось 50 000 евреев. Они были не только из Молдовы, но и с Украины и даже из Румынии.

### Жители Молдавской ССР на фронте и в тылу
В 1941 году с началом военных действий из Молдовы вглубь Советского Союза было вывезено 300 000 человек, хотя депортация «антисоветских элементов» в Казахстан и Сибирь проводилась ещё в мае-июне того же года. Эвакуированных расположили в отдалённых на тот момент от фронта регионах, в частности на Кавказе и в РСФСР. Оставшееся в Молдове коренное население воевало с обеих сторон.
Германское правительство среди местного населения искало противников большевизма, из которых формировались специальные национальные отряды. В Молдове также появились подобные формирования. К этим отрядам присоединились эмигрировавшие в 1940 году в Румынию жители Бессарабии. В обязанности этих частей входило оборонять германский тыл от партизан и десанта противника. Более 20 000 жителей Молдовы были призваны в румынскую армию и воевали против Советского Союза, из них 5000 погибло, а ещё 14 129 попало в советский плен. Кроме национальных отрядов и партизан на территории Молдовы появились бандформирования, действовавшие против обеих сторон. Численность таких отрядов в Молдове была 5209 человек.
При обороне Москвы отличились выходец из села Новые Криганы генерал Н. Ф. Лебеденко, уроженец Атак командир авиационного полка Д. Л. Калараш, уроженцы Тирасполя офицеры П. А. Щербинко, С. И. Полецкий. В боях под Одессой пулемётчица М. Мотынга уничтожила 300 солдат противника, а уроженка Кишинёва снайпер Л. Павличенко (Белова) — более 200. В Битве за Днепр отличились полковник М. А. Павлоцкий из Тирасполя и сержант И. Н. Коваль из Каменки. При форсировании Керченского пролива отличился взвод морской пехоты под командованием уроженца села Бардар старшего сержанта М. М. Плугарёва.
В советском тылу продолжал работать ряд учреждений МССР. Так, в Москве функционировали Бюро ЦК КП(б)М, Правительство МССР и молдавская радиоредакция. Сотрудники молдавского НИИ истории, экономики, языка и литературы, а также педагогического института работали в Бугуруслане, Кишинёвская консерватория — в Саратове, а профессора и студенты Кишинёвского сельскохозяйственного института продолжили учебный процесс в городе Фрунзе. Молдавские писатели сотрудничали во фронтовых газетах. С 1942 года в Москве выпускалась газета «Молдова Сочиалистэ» (Социалистическая Молдова), продолжили выступления капелла «Дойна», эстрадный оркестр «Молдавия». На средства, собранные беженцами, была построена танковая колонна «За Советскую Молдавию».
После Ясско-Кишинёвской операции в Молдове на фронт ушли 256 800 жителей, из которых в 1944—1945 годах погибло 40 592 человек. Во время военных действий и румынско-германского командования в Молдавской ССР погибло 64 246 человек, из них 3000 — дети. В ходе боёв 1944-45 годов в Молдове советская армия понесла безвозвратные потери, оцениваемые в 18 700 солдат.

### Контрнаступление советских войск

#### Наступление в междуречье Днестра и Южного Буга и на севере Бессарабии

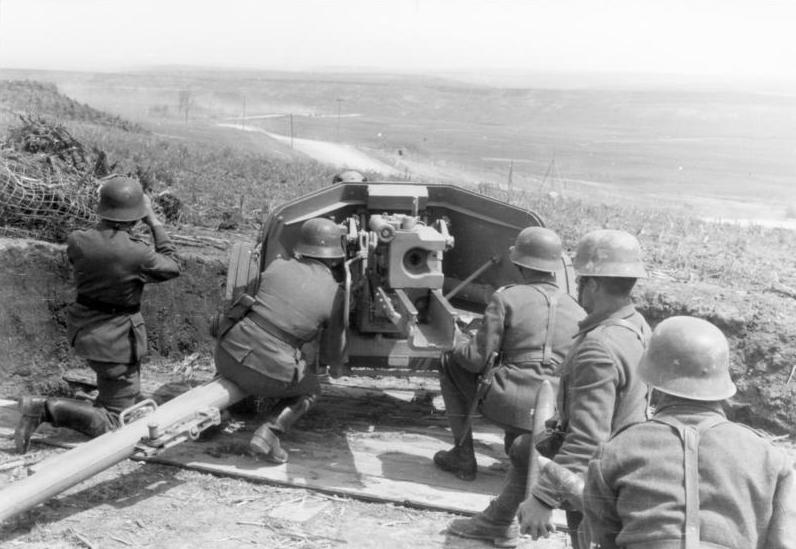
Румынская артиллерия в Транснистрии

Наступление советских войск, начавшееся в конце 1942 года, продолжалось на протяжении нескольких лет. Войска нацистской Германии отступали, и летом 1944 года под контроль СССР вошла часть Южной Украины. 2-й Украинский фронт 13 марта того же года пересёк Южный Буг, западную границу Транснистрии. Немецкое командование пыталось укрепить войска вдоль реки и занять оборону, считалось, что «Буг — это плотина, о которую разбиваются все атаки русских». Прорыв в Северном Причерноморье был частью масштабной операции по разгрому немецких войск на Украине. В северной части Одесской области — тогда румынской Транснистрии — велось наступление к Днестру. Целью наступления был глубокий охват левого фланга 1-й танковой армии немцев. Наступление на этом участке велось 40-й советской армией. После форсирования Южного Буга командование Красной Армии поставило перед солдатами цель дойти до Прута.
17 марта, после боёв за Одессу, советские войска подошли к устью Днестра, вступив на территорию Молдовы. В тот же день 16-й танковый корпус под руководством И. В. Дубового вошёл в Ямполь, а 29-й танковый корпус приблизился к Сорокам. Мостов через реку возле города не было, а местная переправа была непригодна для перевозки тяжёлой бронетехники. И. Ф. Кириченко, командир корпуса, отдал приказ мотопехоте самостоятельно пересечь Днестр и овладеть городом. При поддержке молдавских партизан Сороки тем же вечером были заняты советскими войсками.
На остальных участках близ Днестра партизаны также оказывали помощь советским войскам. Так, партизанский отряд «Советская Молдавия» за несколько дней до наступления советских войск выбил румыно-германских солдат из Каменки и удерживал город на протяжении нескольких дней. Когда к населённому пункту приблизились советские войска, он был сдан им. Возле Белочи партизаны помогли РККА в форсировании Днестра, позже другой отряд партизан оказывал помощь во взятии Оргеева. 24 марта того же года Президиум Верховного Совета СССР присвоил звание Героя Советского Союза партизанам В. И. Тимощуку и Н. М. Фролову.
Вернувшись сегодня в свою страну, я нашёл, что положение выглядит совершенно иначе, чем это мне казалось, когда я был в верховном командовании вооружённых сил. Положение на фронте от Тернополя до Бугского лимана очень серьёзно. Советские войска, прорвавшие фронт между Тернополем и Проскуровом, своими передовыми частями 24 марта достигли района Залещики. Вторая основная группа противника, форсировавшая Днестр между Могилёвом и Каменкой, глубоко вклинилась в расположение наших войск и передовыми частями уже находится в районе Стефанешти и Ясс, на 20–30 километров западнее реки Прут. Противник ведёт также мощное наступление между Днестром и Бугом; оказывается, германский фронт в этом районе отодвинут к югу намного дальше, чем это было представлено во время моего отъезда из ставки. В результате сильных атак, направленных против 1-й танковой армии, эта армия, по моему мнению, находится в весьма критическом состоянии. […] Мне кажется, что отступление 1-й танковой армии будет происходить в невыносимых условиях. Положение 8-й армии, находившейся в бреши, сделанной между Могилевом и Каменкой, также очень ненадёжное…
19 марта началось наступление войск СССР на Волыни, в ходе которого была занята Северная Бессарабия и Могилёв-Подольский. 20 марта к Днестру подошли основные советские силы, которые начали переправу на правый берег. Началась она в 2 часа дня, в качестве плавсредств для переправы пехоты использовались лодки, плоты, пустые бочки. В результате был отвоёван небольшой плацдарм на правом берегу реки, на который 21 марта переправились основные силы, в том числе бронетехника. Всё междуречье Днестра и Южного Буга теперь контролировалось советским правительством.
На севере Бессарабии советские войска «вклинились» в центре немецкой группы армий «Юг». Юг Бессарабии и Буджак контролировались двумя румынскими и одной немецкой армией из этой группы армий. Северная часть группы оказалась окружённой советскими войсками на Волыни. Позже она прорвалась к Карпатам. Между частями разделённой группы армий оказался большой разрыв с центром в Могилёв-Подольском. Таким образом, территория в Бессарабии от устья реки Реут до Буковины попала под контроль СССР. Выход советских войск к Пруту был отмечен верховным командованием советской армии. Войска, которые первыми достигли Днестра и Прута, указом Верховного Главнокомандующего получили названия «Днестровских» и «Прутских». Таким образом, левый фланг Украинского фронта вступил на территорию Румынии. Пока на севере Бессарабии советские войска совершили прорыв и вошли в Румынию, на юге по-прежнему велись бои за Днестр. 20 марта румыны и немцы укрепились в Балте и с 25 марта отбивали все атаки противника. Однако, 29 марта город был взят советскими войсками. В связи с тяжёлой ситуацией на фронте германские войска стали покидать Украину, отступая за Днестр близ Днестровского лимана. В начале апреля фронт в Бессарабии стабилизировался по линии Рэдеуць↔Пашкани↔Оргеев↔Дубоссары. К тому моменту под контроль СССР попала вся северная Бессарабия, междуречье Южного буга и Днестра и часть северо-восточной румынии. Немцам и румынам принадлежала южная Бессарабия. В ходе наступления советские войска выдохлись и больше не могли продолжать его. В свою очередь, немцы и румыны стягивали на фронт резервы, что позволило стабилизировать фронт на пять месяцев вплоть до августа.

#### Ясско-Кишинёвская операция

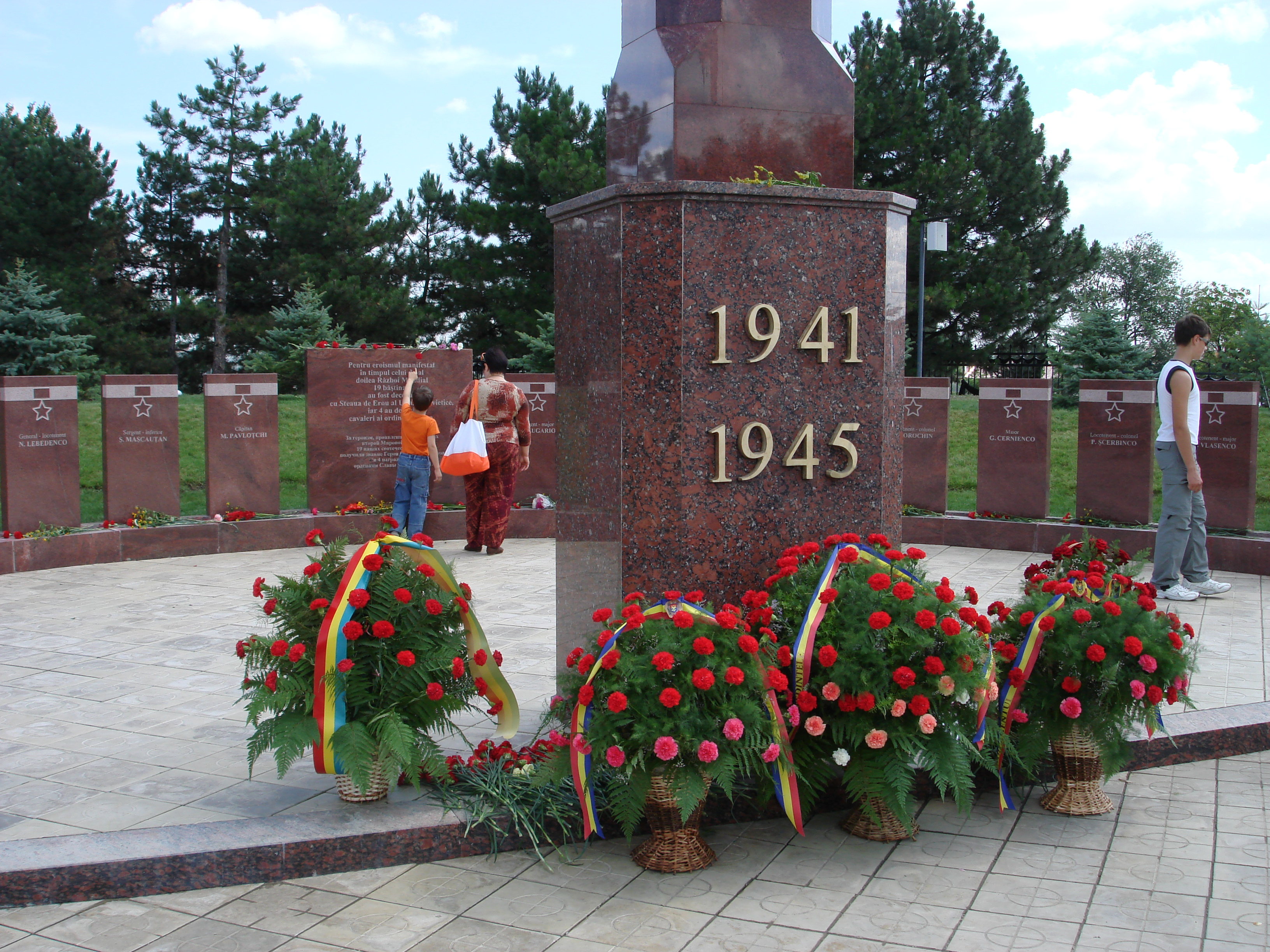
Мемориальный комплекс в Кишинёве

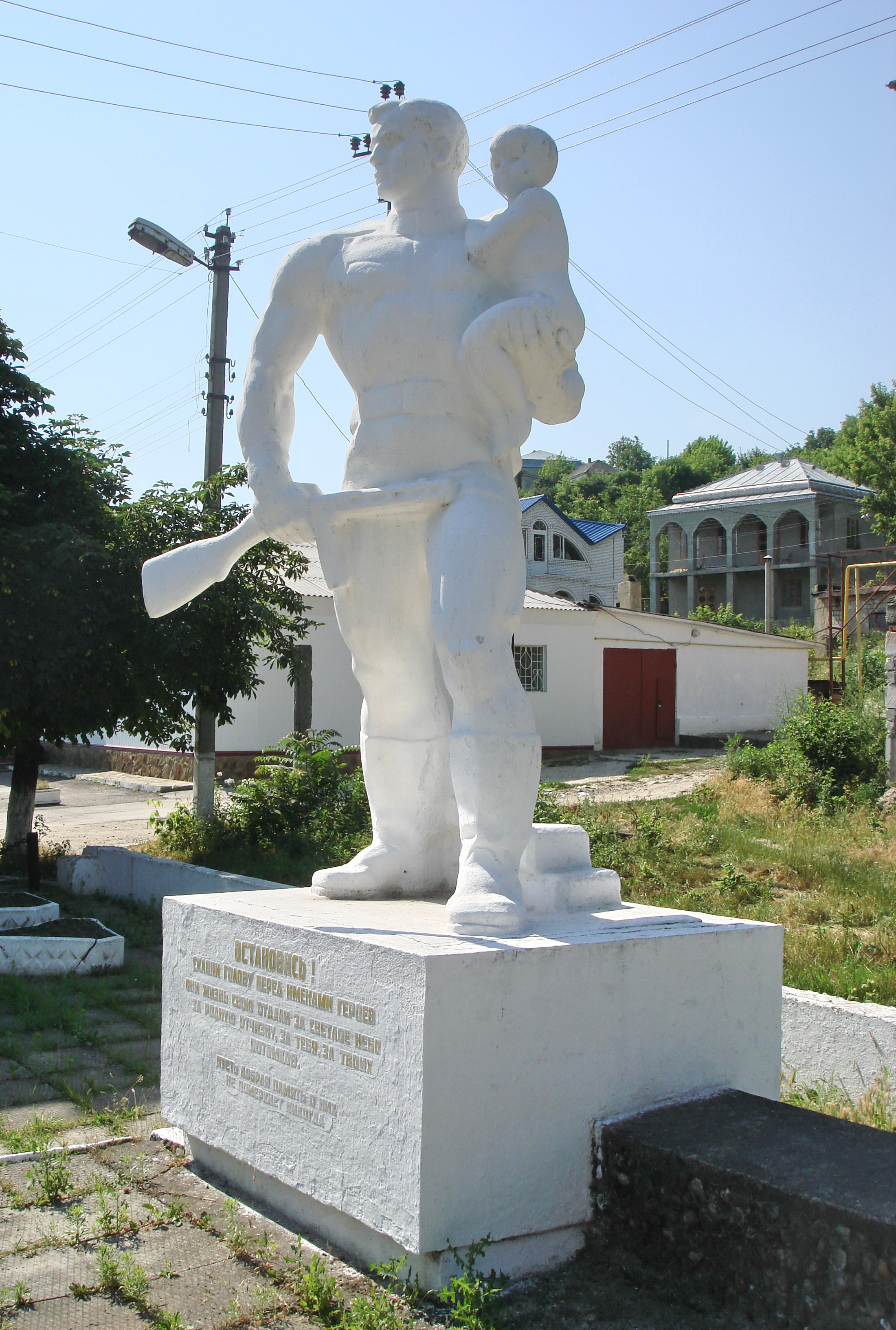
Памятник воинам Великой Отечественной войны в Атаках

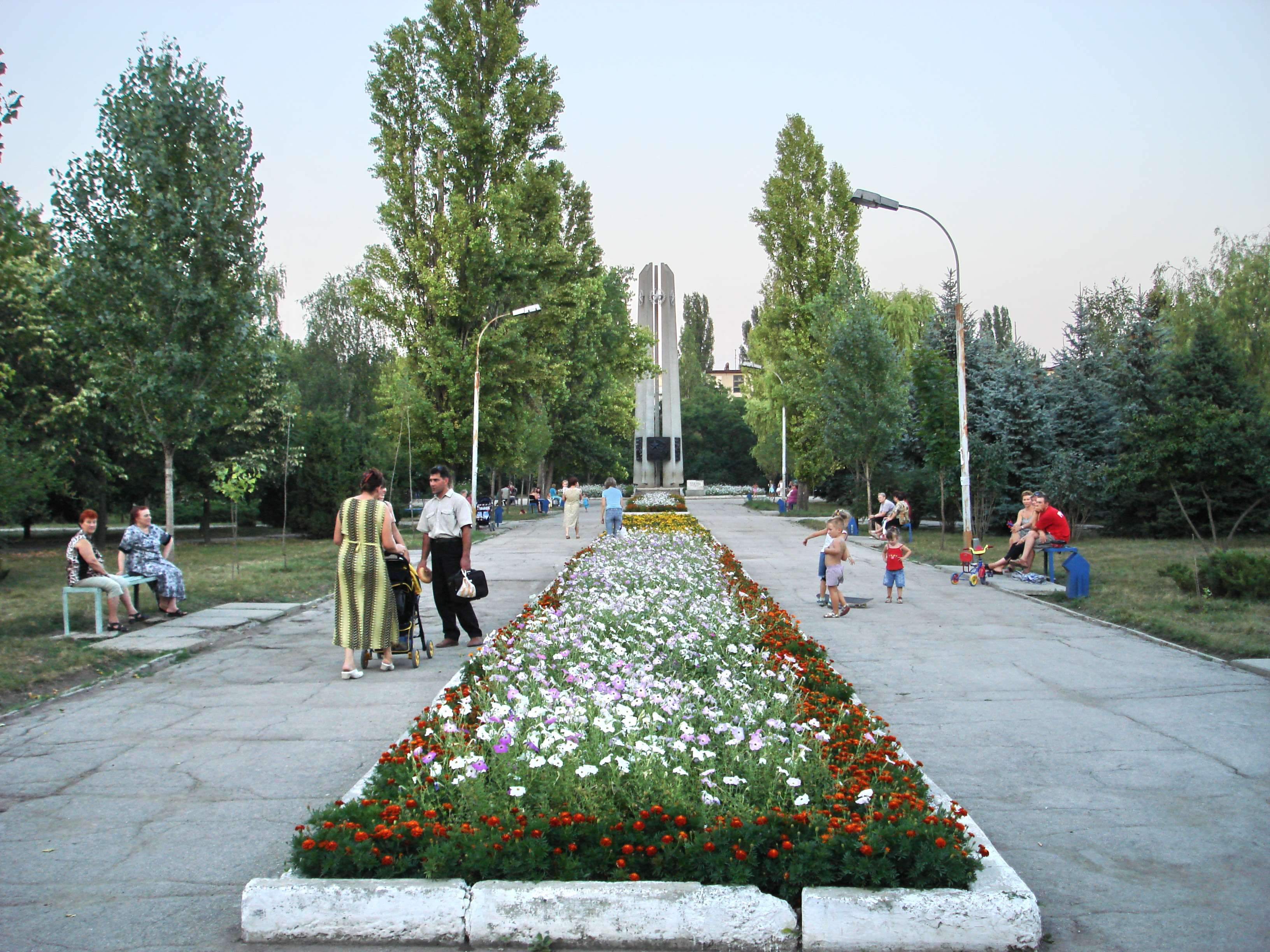
Памятник в честь 40-летия освобождения города Бендеры от немецко-румынских захватчиков

Юг Бессарабии по-прежнему контролировался румынами и немцами. К тому моменту германское командование перебросило из Северного Причерноморья на Западную Украину и в Белоруссию 12 дивизий, ослабив Группу армий «Южная Украина». Одновременно в Румынии складывалась сложная политическая ситуация. Всё сильнее росло недовольство режимом Антонеску и ширились опасения, связанные с неудачами на фронте и возможной оккупацией страны советскими войсками. Кроме того, Гитлер предъявлял румынскому руководству требования, согласно которым Румыния в любом случае, независимо от ситуации, обязана оставаться союзницей нацистской Германии, а все германские войска в стране должны содержаться за счёт румынской стороны.
Однако румынское командование, несмотря на все проблемы и противоречия, готовилось отразить атаку сил СССР на Бессарабию. Для этого была создана глубоко эшелонированная оборона из 3-4 полос. Она была увязана с труднопроходимой местностью, водными преградами и возвышенностями. Румынские войска расположились на флангах, а на наиболее важном — Кишинёвском — направлении оборону заняли германские войска. Им противостояли советские 2-й Украинский фронт на севере и 3-й Украинский фронт на юге. Советское командование считало, что румынские войска гораздо слабее германских, поэтому решило нанести главный удар по флангам противника. Одновременно оно хотело убедить немцев, что главный удар будет нанесён по германским соединениям на Кишинёвском направлении. Черноморский флот и Дунайская военная флотилия должны были обеспечить поддержку атакующих с моря и уничтожить корабли противника.
20 августа началось наступление советских армий. Сначала была проведена мощная артподготовка, в результате которой полностью была уничтожена первая линия обороны германо-румынских войск. При проведении артиллерийского наступления советское военное командование ставило перед собой цель уничтожить бронетехнику (в первую очередь танки) противника. К середине дня советские войска полностью заняли первую и частично прорвали вторую линии обороны. В бой вступила 6-я советская танковая армия, для её сдерживания германское командование отправило на Ясское направление три пехотные и одну танковую дивизии. Несмотря на это, город Яссы был взят на следующий день — 21 августа. В тот же день советские войска овладели ещё одним важным укреплённым пунктом — городом Тыргу-Фрумос.
3-й Украинский фронт продвигался между 3-й румынской и 6-й германской армиями, что позволило их изолировать и окружить. 6-я немецкая армия была взята в кольцо, замкнувшееся близ села Леушены. Г. Фриснер, командующий группой армий «Южная Украина», без согласования с Генеральным штабом отдал приказ отступать за Прут. 22 августа такой же приказ отдал Генеральный штаб, но было поздно. Советские войска отрезали все пути отступления. Одновременно советские армии начали наступление на юге Бессарабии, форсировав Днестровский лиман и заняв Аккерман.
23 августа советские части продолжили окружение германских войск. 3-я румынская армия в тот день была оттеснена к Чёрному морю, и на следующий день прекратила сопротивление. 24 августа был завершён первый этап операции — окружение войск противника. Два дня продолжалось уничтожение германо-румынских сил, и 26 августа вся Молдова была взята под контроль Советским Союзом.

### Ситуация в республике после освобождения
В 1944—1945 годах промышленность и сельское хозяйство МССР оказывали активную поддержку фронту. Предприятия Бельц снабжали Красную Армию растительным маслом, ремонтировали боевую технику. Рабочие и крестьяне участвовали в строительстве стратегически важных дорог и мостов. В войска 2-го и 3-го Украинского фронтов поставлялись мясо, овощи, хлеб.
На восстановление хозяйства Молдавской ССР из государственного бюджета СССР было выделено 448 000 000 рублей. В первую очередь восстанавливались пути сообщения и мосты через Днестр, взорванные отступившими румынскими войсками. Для восстановления инфраструктуры были выделены части РККА, которым помогали местные жители. 19 сентября все переправы через Днестр были восстановлены, и в республику стал возможным ввоз оборудования и техники. Зимой 1944—1945 годов в Молдову было ввезено оборудование для 22 крупных предприятий. Молдове были переданы 20 000 тонн чёрных металлов, 226 000 тонн каменного угля, 51 000 тонн нефтепродуктов. В 1945 году производство составило 48 % по электроэнергии, 36 % по верхнему трикотажу, 84 % по растительному маслу, 16 % по сахару, 46 % по кожаной обуви и 42 % по кирпичу от уровня 1940 года. Было восстановлено 226 колхозов и 60 совхозов. Из других республик СССР в Молдову были ввезены, главным образом из РСФСР, 17,4 тонн семян, около 17 300 лошадей, 47 700 овец, 10 800 голов крупного рогатого скота, техника для обработки полей и т. д. Однако несмотря на это, в Молдове, как и в остальных регионах СССР, в 1946 году начался голод.

## В культуре

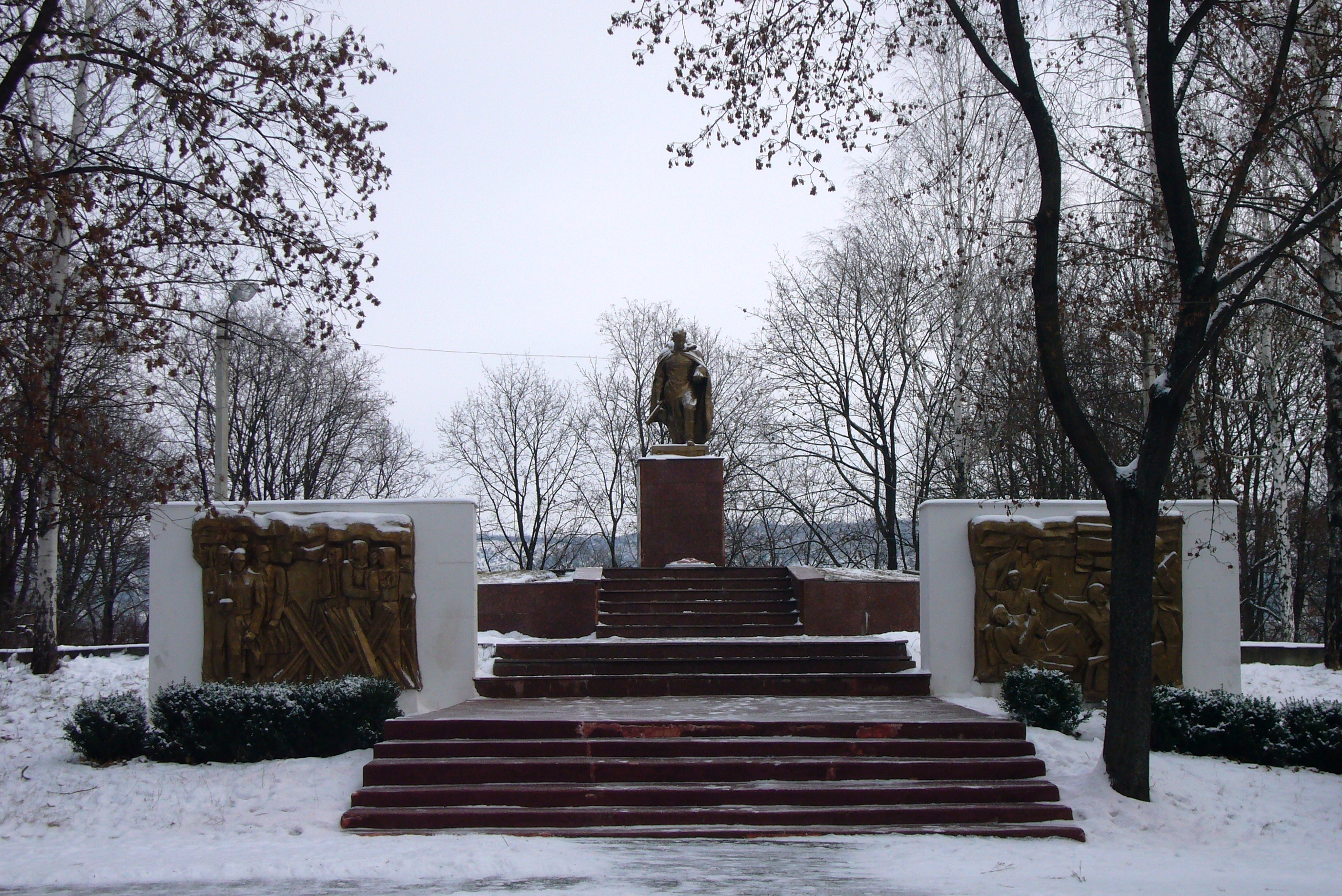
Мемориал павшим воинам в Великой Отечественной войне в Каменке

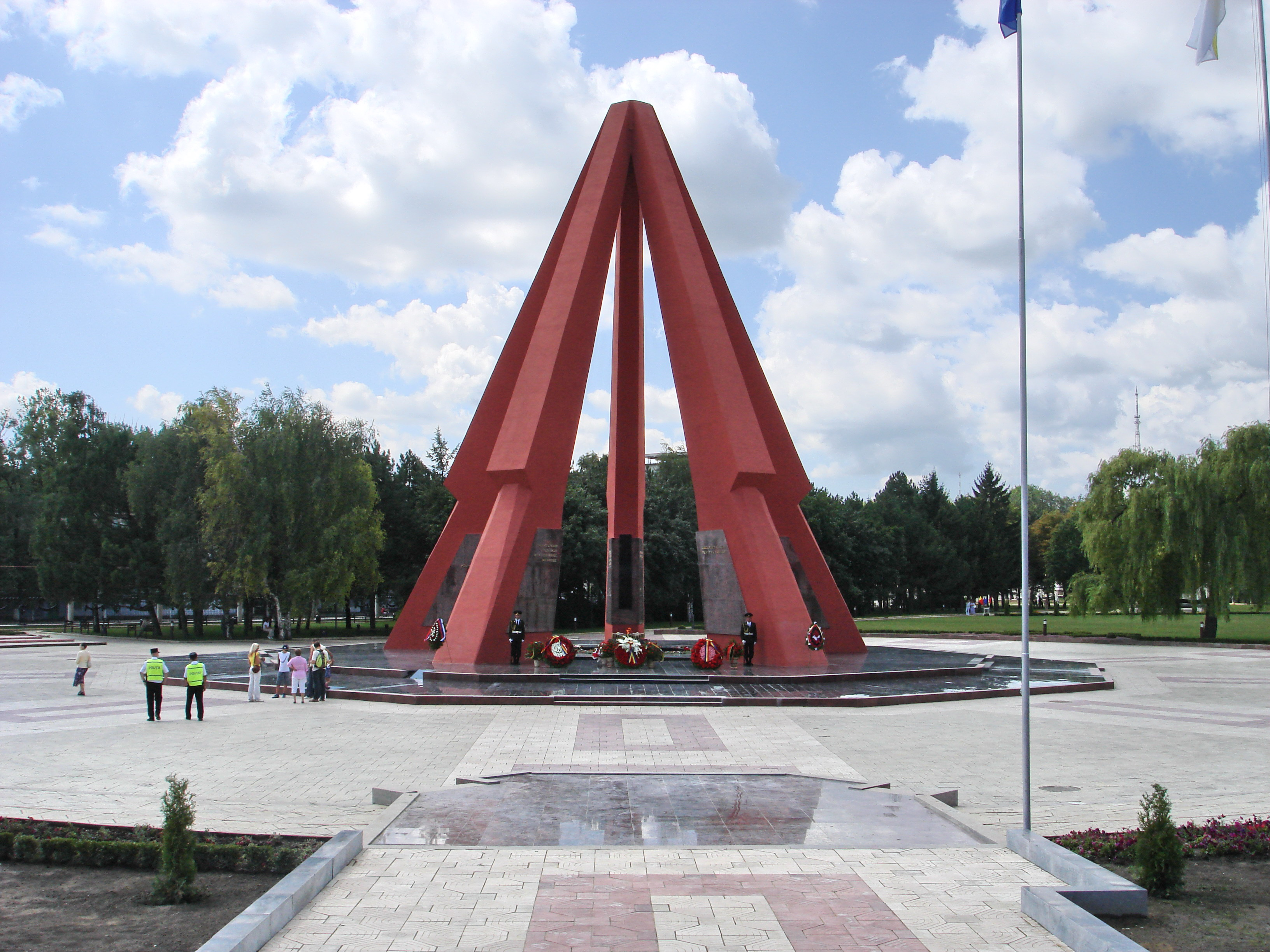
Мемориальный комплекс «Eternitate»

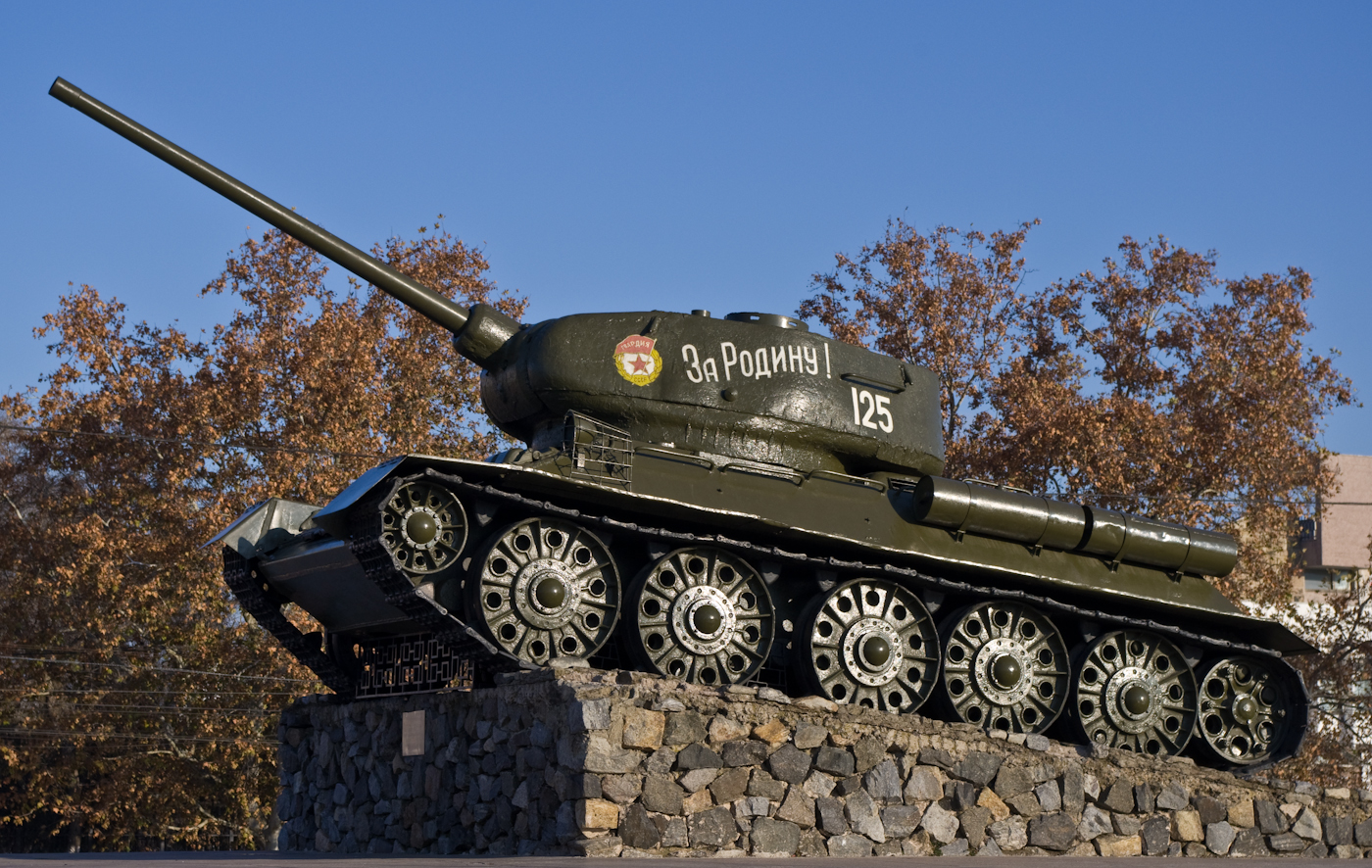
Мемориал воинской славы в Тирасполе

Ещё в годы Великой Отечественной войны молдавские писатели и художники в эвакуации создавали свои произведения, посвящённые оккупированной Молдовы. Так, в годы войны стихи И. К. Чобану, Е. Н. Букова, Б. С. Истру, Г. Н. Менюка, А. П. Лупана, Л. Деляну, П. А. Крученюк и других молдавских поэтов печатались на молдавском языке в прессе. В частности их произведения размещались в газете «Молдова советикэ», редакция которой в годы войны была перенесена в Москву. Сборники стихов Букова «Я тебя вижу, Молдавия» и «Весна на Днестре» были переведены на русский язык и передавались по радио.
После Великой Отечественной войны стихи на военную тематику продолжали создаваться. Е. Н. Буков позже написал «Дунай — беспокойные воды» и «Страна моя», А. П. Лупан создал произведения «Забытая деревня» и «Лицом к лицу», Б. С. Истру — «Погорна» и «Весна в Карпатах», Г. Н. Менюк — «Песня зари», Л. Деляну — «Бессмертная молодость», П. А. Крученюк — «Слово матери» и др. Литературные произведения на тему Великой Отечественной войны продолжали создаваться и в 50-х годах XX века.
Сразу после окончания Великой Отечественной войны на основе военной хроники в 1944 году были сняты спецвыпуски киножурнала «Молдова советикэ» об взятии Кишинёва и других городов Молдовы советскими войсками. В первые послевоенные годы развивалась документалистика и кинохроника, снимались фильмы о Молдавской ССР в годы войны и послевоенное время. В 1950-х годах были сняты киноочерки «Кодры» (1953), «Памятники боевой славы» (1955) и другие фильмы. Позже были экранизированы произведения молдавских писателей о Великой Отечественной войне. Так, по роману И. К. Чобану «Мосты» был снят одноимённый художественный фильм.
В Молдове в советские времена был сооружён ряд комплексов, посвящённых павшим в Великой Отечественной войне солдатам. 9 мая 1975 года, в День Победы, в Кишинёве был открыт мемориальный комплекс Мемориал Победы, впоследствии переименованный в «Вечность» (рум. Eternitate). Сам мемориал является скульптурным комплексом, посвящённым советским воинам, павшим в Великую Отечественную войну. Скульпторами являются А. Майко и И. Понятовский, архитектор — А. Минаев. В 2006 году комплекс был реконструирован и повторно открыт 26 августа того же года, в день окончания Ясско-Кишинёвской операции.
Песня «Смуглянка» из кинофильма «В бой идут одни старики» (1973) была сочинена ещё в 1940 году Я. З. Шведовым и поставлена на музыку А. Новикова после присоединения Бессарабии к СССР и формирования Молдавской ССР. Действие песни происходило во время Гражданской войны в России. Песня «Смуглянка» не исполнялась на протяжении всей Великой Отечественной войны, так как Молдова в тот момент контролировалась румыно-германскими войсками, и начала исполняться с разрешения советского командования только после Ясско-Кишинёвской операции в 1944 году. После войны «Смуглянка» стала восприниматься как песня о Великой Отечественной.

## Герои Советского Союза и кавалеры ордена Славы всех трёх степеней, уроженцы Молдовы

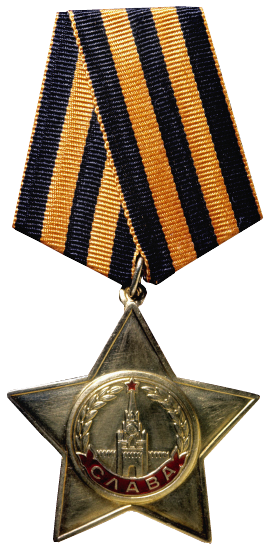
Орден Славы I степени

Уроженцы Молдовы — Герои Советского Союза и кавалеры ордена Славы всех трёх степеней, удостоенные наград во время Великой Отечественной войны:
- С. И. Болгарин — Герой Советского Союза[8]
- А. Д. Бородаки — Кавалер Ордена Славы трёх степеней[8]
- В. А. Бочковский — Герой Советского Союза[36]
- Г. Н. Дарьев — Кавалер Ордена Славы всех трёх степеней[8]
- И. Н. Коваль — Герой Советского Союза[36]
- С. К. Колесниченко — Герой Советского Союза[36]
- Ш. М. Машкауцан — Герой Советского Союза[36]
- М. А. Павлоцкий — Герой Советского Союза[36]
- М. М. Плугарёв — Герой Советского Союза[8]
- С. И. Полецкий — Герой Советского Союза[36]
- А. М. Соколов — Герой Советского Союза[36]
- И. С. Солтыс — Герой Советского Союза[36]
- Г. М. Сорокин — Герой Советского Союза[8]
- Г. Г. Черниенко — Герой Советского Союза[36]
- А. Г. Чичик — Кавалер Ордена Славы трёх степеней[8]
- П. А. Щербинко — Герой Советского Союза[36]